# Cadel Evans Great Ocean Road Race 2024
Cadel Evans Great Ocean Road Race 2024 – 8. edycja wyścigu kolarskiego Cadel Evans Great Ocean Road Race, która odbyła się 28 stycznia 2024 na liczącej ponad 174 kilometry trasie wokół Geelong. Impreza kategorii 1.UWT należała do cyklu UCI World Tour 2024.

## Uczestnicy

### Drużyny
| WorldTeams (10)- Arkéa-B&B Hotels - Astana Qazaqstan Team - Cofidis - EF Education-EasyPost - Groupama-FDJ - Ineos Grenadiers - Intermarché-Wanty - Lidl-Trek - Team dsm-firmenich PostNL - Team Jayco AlUla ProTeam- Israel-Premier Tech Continental teams (2)- Ara-Skip Capital - Team BridgeLane |
| |

### Lista startowa
| Arkéa-B&B Hotels ARK | Arkéa-B&B Hotels ARK    | Arkéa-B&B Hotels ARK |
| -------------------- | ----------------------- | -------------------- |
| Nr                   | Kolarz                  | Miejsce              |
| 1                    | Miles Scotson (AUS)     | 70.                  |
| 2                    | Louis Barré (FRA)       | 10.                  |
| 3                    | Anthony Delaplace (FRA) | 44.                  |
| 4                    | Laurens Huys (BEL)      | DNF                  |
| 5                    | Kévin Ledanois (FRA)    | 72.                  |
| 6                    | Daniel McLay (GBR)      | DNF                  |
| 7                    | Michel Ries (LUX)       | 63.                  |

| Astana Qazaqstan Team AST | Astana Qazaqstan Team AST | Astana Qazaqstan Team AST |
| ------------------------- | ------------------------- | ------------------------- |
| Nr                        | Kolarz                    | Miejsce                   |
| 11                        | Samuele Battistella (ITA) | 67.                       |
| 12                        | Gianmarco Garofoli (ITA)  | 71.                       |
| 13                        | Michele Gazzoli (ITA)     | 38.                       |
| 14                        | Dmitrij Gruzdiew (KAZ)    | DNF                       |
| 15                        | Max Kanter (GER)          | 23.                       |
| 17                        | Christian Scaroni (ITA)   | 8.                        |

| Cofidis COF | Cofidis COF           | Cofidis COF |
| ----------- | --------------------- | ----------- |
| Nr          | Kolarz                | Miejsce     |
| 21          | Piet Allegaert (BEL)  | 73.         |
| 22          | Rubén Fernández (ESP) | 13.         |
| 23          | Eddy Finé (FRA)       | DNS         |
| 24          | Milan Fretin (BEL)    | 68.         |
| 25          | Simon Geschke (GER)   | DNF         |
| 26          | Oliver Knight (GBR)   | 47.         |
| 27          | Axel Mariault (FRA)   | 6.          |

| EF Education-EasyPost EFE | EF Education-EasyPost EFE          | EF Education-EasyPost EFE |
| ------------------------- | ---------------------------------- | ------------------------- |
| Nr                        | Kolarz                             | Miejsce                   |
| 31                        | Stefan de Bod (RSA)                | 55.                       |
| 32                        | Owain Doull (GBR)                  | 25.                       |
| 33                        | Jack Rootkin-Gray (GBR)            | 27.                       |
| 34                        | Jonas Rutsch (GER)                 | 9.                        |
| 35                        | Archie Ryan (IRL)                  | 14.                       |
| 36                        | Harry Sweeny (AUS)                 | 56.                       |
| 37                        | Jardi Christiaan van der Lee (NED) | 41.                       |

| Groupama-FDJ GFC | Groupama-FDJ GFC      | Groupama-FDJ GFC |
| ---------------- | --------------------- | ---------------- |
| Nr               | Kolarz                | Miejsce          |
| 41               | Clément Davy (FRA)    | 45.              |
| 42               | Fabian Lienhard (SUI) | 62.              |
| 43               | Enzo Paleni (FRA)     | 29.              |
| 44               | Laurence Pithie (NZL) | 1.               |
| 45               | Reuben Thompson (NZL) | 34.              |

| Ineos Grenadiers IGD | Ineos Grenadiers IGD   | Ineos Grenadiers IGD |
| -------------------- | ---------------------- | -------------------- |
| Nr                   | Kolarz                 | Miejsce              |
| 51                   | Laurens De Plus (BEL)  | 18.                  |
| 52                   | Filippo Ganna (ITA)    | 36.                  |
| 53                   | Leo Hayter (GBR)       | 79.                  |
| 54                   | Jhonatan Narváez (ECU) | 5.                   |
| 55                   | Ben Swift (GBR)        | 78.                  |
| 56                   | Joshua Tarling (GBR)   | 58.                  |
| 57                   | Elia Viviani (ITA)     | 21.                  |

| Intermarché-Wanty IWA | Intermarché-Wanty IWA  | Intermarché-Wanty IWA |
| --------------------- | ---------------------- | --------------------- |
| Nr                    | Kolarz                 | Miejsce               |
| 61                    | Lilian Calmejane (FRA) | 30.                   |
| 62                    | Biniam Girmay (ERI)    | 22.                   |
| 63                    | Madis Mihkels (EST)    | 26.                   |
| 64                    | Tom Paquot (BEL)       | 48.                   |
| 65                    | Simone Petilli (ITA)   | 53.                   |
| 66                    | Dion Smith (NZL)       | 37.                   |
| 67                    | Georg Zimmermann (GER) | 3.                    |

| Lidl-Trek LTK | Lidl-Trek LTK               | Lidl-Trek LTK |
| ------------- | --------------------------- | ------------- |
| Nr            | Kolarz                      | Miejsce       |
| 71            | Dario Cataldo (ITA)         | DNF           |
| 72            | Juan Pedro López (ESP)      | 31.           |
| 73            | Bauke Mollema (NED)         | 11.           |
| 74            | Jacopo Mosca (ITA)          | 75.           |
| 75            | Quinn Simmons (USA) (szosa) | 15.           |
| 76            | Natnael Tesfatsion (ERI)    | 2.            |
| 77            | Mathias Vacek (CZE) (szosa) | 42.           |

| Team dsm-firmenich PostNL DFP | Team dsm-firmenich PostNL DFP | Team dsm-firmenich PostNL DFP |
| ----------------------------- | ----------------------------- | ----------------------------- |
| Nr                            | Kolarz                        | Miejsce                       |
| 81                            | Patrick Bevin (NZL)           | 65.                           |
| 82                            | Pavel Bittner (CZE)           | 24.                           |
| 83                            | Patrick Eddy (AUS)            | 69.                           |
| 84                            | Sean Flynn (GBR)              | 46.                           |
| 85                            | Chris Hamilton (AUS)          | 7.                            |
| 86                            | Emīls Liepiņš (LAT) (szosa)   | 60.                           |
| 87                            | Oscar Onley (GBR)             | DNF                           |

| Team Jayco AlUla JAY | Team Jayco AlUla JAY      | Team Jayco AlUla JAY |
| -------------------- | ------------------------- | -------------------- |
| Nr                   | Kolarz                    | Miejsce              |
| 91                   | Caleb Ewan (AUS)          | 33.                  |
| 92                   | Kelland O’Brien (AUS)     | 12.                  |
| 93                   | Chris Harper (AUS)        | 39.                  |
| 94                   | Rudy Porter (AUS)         | 35.                  |
| 95                   | Blake Quick (AUS)         | 64.                  |
| 96                   | Lucas Plapp (AUS) (szosa) | 16.                  |
| 97                   | Campbell Stewart (NZL)    | 40.                  |

| Israel-Premier Tech IPT | Israel-Premier Tech IPT | Israel-Premier Tech IPT |
| ----------------------- | ----------------------- | ----------------------- |
| Nr                      | Kolarz                  | Miejsce                 |
| 101                     | George Bennett (NZL)    | 57.                     |
| 102                     | Guillaume Boivin (CAN)  | 61.                     |
| 103                     | Simon Clarke (AUS)      | 20.                     |
| 104                     | Derek Gee (CAN)         | 54.                     |
| 105                     | Nick Schultz (AUS)      | 19.                     |
| 106                     | Corbin Strong (NZL)     | 4.                      |
| 107                     | Stephen Williams (GBR)  | 17.                     |

| ARA-Skip Capital ARA | ARA-Skip Capital ARA       | ARA-Skip Capital ARA |
| -------------------- | -------------------------- | -------------------- |
| Nr                   | Kolarz                     | Miejsce              |
| 111                  | Dylan Proctor-Parker (AUS) | DNF                  |
| 112                  | Tyler Tomkinson (AUS)      | 74.                  |

| bez drużyny ___ | bez drużyny ___     | bez drużyny ___ |
| --------------- | ------------------- | --------------- |
| Nr              | Kolarz              | Miejsce         |
| 113             | William Eaves (AUS) | 43.             |

| ARA-Skip Capital ARA | ARA-Skip Capital ARA | ARA-Skip Capital ARA |
| -------------------- | -------------------- | -------------------- |
| Nr                   | Kolarz               | Miejsce              |
| 114                  | Declan Trezise (AUS) | 76.                  |
| 115                  | Joshua Cranage (AUS) | DNF                  |
| 116                  | Nate Hadden (AUS)    | 77.                  |
| 117                  | Cohen Jessen (AUS)   | 49.                  |

| Team BridgeLane BLN | Team BridgeLane BLN     | Team BridgeLane BLN |
| ------------------- | ----------------------- | ------------------- |
| Nr                  | Kolarz                  | Miejsce             |
| 121                 | Tristan Saunders (AUS)  | 52.                 |
| 122                 | Elliot Schultz (AUS)    | 32.                 |
| 123                 | Zac Marriage (AUS)      | 51.                 |
| 124                 | Jackson Medway (AUS)    | 50.                 |
| 125                 | Matthew Greenwood (AUS) | 59.                 |
| 126                 | Samuel Jenner (AUS)     | 66.                 |
| 127                 | Luke Burns (AUS)        | 28.                 |

| Arkéa-B&B Hotels ARK | Arkéa-B&B Hotels ARK    | Arkéa-B&B Hotels ARK |
| -------------------- | ----------------------- | -------------------- |
| Nr                   | Kolarz                  | Miejsce              |
| 1                    | Miles Scotson (AUS)     | 70.                  |
| 2                    | Louis Barré (FRA)       | 10.                  |
| 3                    | Anthony Delaplace (FRA) | 44.                  |
| 4                    | Laurens Huys (BEL)      | DNF                  |
| 5                    | Kévin Ledanois (FRA)    | 72.                  |
| 6                    | Daniel McLay (GBR)      | DNF                  |
| 7                    | Michel Ries (LUX)       | 63.                  |

| Astana Qazaqstan Team AST | Astana Qazaqstan Team AST | Astana Qazaqstan Team AST |
| ------------------------- | ------------------------- | ------------------------- |
| Nr                        | Kolarz                    | Miejsce                   |
| 11                        | Samuele Battistella (ITA) | 67.                       |
| 12                        | Gianmarco Garofoli (ITA)  | 71.                       |
| 13                        | Michele Gazzoli (ITA)     | 38.                       |
| 14                        | Dmitrij Gruzdiew (KAZ)    | DNF                       |
| 15                        | Max Kanter (GER)          | 23.                       |
| 17                        | Christian Scaroni (ITA)   | 8.                        |

| Cofidis COF | Cofidis COF           | Cofidis COF |
| ----------- | --------------------- | ----------- |
| Nr          | Kolarz                | Miejsce     |
| 21          | Piet Allegaert (BEL)  | 73.         |
| 22          | Rubén Fernández (ESP) | 13.         |
| 23          | Eddy Finé (FRA)       | DNS         |
| 24          | Milan Fretin (BEL)    | 68.         |
| 25          | Simon Geschke (GER)   | DNF         |
| 26          | Oliver Knight (GBR)   | 47.         |
| 27          | Axel Mariault (FRA)   | 6.          |

| EF Education-EasyPost EFE | EF Education-EasyPost EFE          | EF Education-EasyPost EFE |
| ------------------------- | ---------------------------------- | ------------------------- |
| Nr                        | Kolarz                             | Miejsce                   |
| 31                        | Stefan de Bod (RSA)                | 55.                       |
| 32                        | Owain Doull (GBR)                  | 25.                       |
| 33                        | Jack Rootkin-Gray (GBR)            | 27.                       |
| 34                        | Jonas Rutsch (GER)                 | 9.                        |
| 35                        | Archie Ryan (IRL)                  | 14.                       |
| 36                        | Harry Sweeny (AUS)                 | 56.                       |
| 37                        | Jardi Christiaan van der Lee (NED) | 41.                       |

| Groupama-FDJ GFC | Groupama-FDJ GFC      | Groupama-FDJ GFC |
| ---------------- | --------------------- | ---------------- |
| Nr               | Kolarz                | Miejsce          |
| 41               | Clément Davy (FRA)    | 45.              |
| 42               | Fabian Lienhard (SUI) | 62.              |
| 43               | Enzo Paleni (FRA)     | 29.              |
| 44               | Laurence Pithie (NZL) | 1.               |
| 45               | Reuben Thompson (NZL) | 34.              |

| Ineos Grenadiers IGD | Ineos Grenadiers IGD   | Ineos Grenadiers IGD |
| -------------------- | ---------------------- | -------------------- |
| Nr                   | Kolarz                 | Miejsce              |
| 51                   | Laurens De Plus (BEL)  | 18.                  |
| 52                   | Filippo Ganna (ITA)    | 36.                  |
| 53                   | Leo Hayter (GBR)       | 79.                  |
| 54                   | Jhonatan Narváez (ECU) | 5.                   |
| 55                   | Ben Swift (GBR)        | 78.                  |
| 56                   | Joshua Tarling (GBR)   | 58.                  |
| 57                   | Elia Viviani (ITA)     | 21.                  |

| Intermarché-Wanty IWA | Intermarché-Wanty IWA  | Intermarché-Wanty IWA |
| --------------------- | ---------------------- | --------------------- |
| Nr                    | Kolarz                 | Miejsce               |
| 61                    | Lilian Calmejane (FRA) | 30.                   |
| 62                    | Biniam Girmay (ERI)    | 22.                   |
| 63                    | Madis Mihkels (EST)    | 26.                   |
| 64                    | Tom Paquot (BEL)       | 48.                   |
| 65                    | Simone Petilli (ITA)   | 53.                   |
| 66                    | Dion Smith (NZL)       | 37.                   |
| 67                    | Georg Zimmermann (GER) | 3.                    |

| Lidl-Trek LTK | Lidl-Trek LTK               | Lidl-Trek LTK |
| ------------- | --------------------------- | ------------- |
| Nr            | Kolarz                      | Miejsce       |
| 71            | Dario Cataldo (ITA)         | DNF           |
| 72            | Juan Pedro López (ESP)      | 31.           |
| 73            | Bauke Mollema (NED)         | 11.           |
| 74            | Jacopo Mosca (ITA)          | 75.           |
| 75            | Quinn Simmons (USA) (szosa) | 15.           |
| 76            | Natnael Tesfatsion (ERI)    | 2.            |
| 77            | Mathias Vacek (CZE) (szosa) | 42.           |

| Team dsm-firmenich PostNL DFP | Team dsm-firmenich PostNL DFP | Team dsm-firmenich PostNL DFP |
| ----------------------------- | ----------------------------- | ----------------------------- |
| Nr                            | Kolarz                        | Miejsce                       |
| 81                            | Patrick Bevin (NZL)           | 65.                           |
| 82                            | Pavel Bittner (CZE)           | 24.                           |
| 83                            | Patrick Eddy (AUS)            | 69.                           |
| 84                            | Sean Flynn (GBR)              | 46.                           |
| 85                            | Chris Hamilton (AUS)          | 7.                            |
| 86                            | Emīls Liepiņš (LAT) (szosa)   | 60.                           |
| 87                            | Oscar Onley (GBR)             | DNF                           |

| Team Jayco AlUla JAY | Team Jayco AlUla JAY      | Team Jayco AlUla JAY |
| -------------------- | ------------------------- | -------------------- |
| Nr                   | Kolarz                    | Miejsce              |
| 91                   | Caleb Ewan (AUS)          | 33.                  |
| 92                   | Kelland O’Brien (AUS)     | 12.                  |
| 93                   | Chris Harper (AUS)        | 39.                  |
| 94                   | Rudy Porter (AUS)         | 35.                  |
| 95                   | Blake Quick (AUS)         | 64.                  |
| 96                   | Lucas Plapp (AUS) (szosa) | 16.                  |
| 97                   | Campbell Stewart (NZL)    | 40.                  |

| Israel-Premier Tech IPT | Israel-Premier Tech IPT | Israel-Premier Tech IPT |
| ----------------------- | ----------------------- | ----------------------- |
| Nr                      | Kolarz                  | Miejsce                 |
| 101                     | George Bennett (NZL)    | 57.                     |
| 102                     | Guillaume Boivin (CAN)  | 61.                     |
| 103                     | Simon Clarke (AUS)      | 20.                     |
| 104                     | Derek Gee (CAN)         | 54.                     |
| 105                     | Nick Schultz (AUS)      | 19.                     |
| 106                     | Corbin Strong (NZL)     | 4.                      |
| 107                     | Stephen Williams (GBR)  | 17.                     |

| ARA-Skip Capital ARA | ARA-Skip Capital ARA       | ARA-Skip Capital ARA |
| -------------------- | -------------------------- | -------------------- |
| Nr                   | Kolarz                     | Miejsce              |
| 111                  | Dylan Proctor-Parker (AUS) | DNF                  |
| 112                  | Tyler Tomkinson (AUS)      | 74.                  |

| bez drużyny ___ | bez drużyny ___     | bez drużyny ___ |
| --------------- | ------------------- | --------------- |
| Nr              | Kolarz              | Miejsce         |
| 113             | William Eaves (AUS) | 43.             |

| ARA-Skip Capital ARA | ARA-Skip Capital ARA | ARA-Skip Capital ARA |
| -------------------- | -------------------- | -------------------- |
| Nr                   | Kolarz               | Miejsce              |
| 114                  | Declan Trezise (AUS) | 76.                  |
| 115                  | Joshua Cranage (AUS) | DNF                  |
| 116                  | Nate Hadden (AUS)    | 77.                  |
| 117                  | Cohen Jessen (AUS)   | 49.                  |

| Team BridgeLane BLN | Team BridgeLane BLN     | Team BridgeLane BLN |
| ------------------- | ----------------------- | ------------------- |
| Nr                  | Kolarz                  | Miejsce             |
| 121                 | Tristan Saunders (AUS)  | 52.                 |
| 122                 | Elliot Schultz (AUS)    | 32.                 |
| 123                 | Zac Marriage (AUS)      | 51.                 |
| 124                 | Jackson Medway (AUS)    | 50.                 |
| 125                 | Matthew Greenwood (AUS) | 59.                 |
| 126                 | Samuel Jenner (AUS)     | 66.                 |
| 127                 | Luke Burns (AUS)        | 28.                 |

Legenda: DNF – nie ukończył, OTL – przekroczył limit czasu, DNS – nie wystartował, DSQ – zdyskwalifikowany.

## Klasyfikacja generalna
| \| Klasyfikacja generalna \| Klasyfikacja generalna \| Klasyfikacja generalna \| Klasyfikacja generalna \| Klasyfikacja generalna \| \| Kolarz \| Kolarz \| Państwo \| Drużyna \| Czas \| \| ---------------------- \| ---------------------- \| ---------------------- \| ------------------------- \| ---------------------- \| \| 1. \| Laurence Pithie \| Nowa Zelandia \| Groupama-FDJ \| 4h 17' 40" \| \| 2. \| Natnael Tesfatsion \| Erytrea \| Lidl-Trek \| + 0" \| \| 3. \| Georg Zimmermann \| Niemcy \| Intermarché-Wanty \| + 0" \| \| 4. \| Corbin Strong \| Nowa Zelandia \| Israel-Premier Tech \| + 0" \| \| 5. \| Jhonatan Narváez \| Ekwador \| Ineos Grenadiers \| + 0" \| \| 6. \| Axel Mariault \| Francja \| Cofidis \| + 0" \| \| 7. \| Chris Hamilton \| Australia \| Team dsm-firmenich PostNL \| + 0" \| \| 8. \| Christian Scaroni \| Włochy \| Astana Qazaqstan Team \| + 0" \| \| 9. \| Jonas Rutsch \| Niemcy \| EF Education-EasyPost \| + 0" \| \| 10. \| Louis Barré \| Francja \| Arkéa-B&B Hotels \| + 0" \| |                    |               |                           |            |
| |                    |               |                           |            |
| Źródło: ProCyclingStats |                    |               |                           |            |
| Klasyfikacja generalna |                    |               |                           |            |
| Kolarz | Kolarz             | Państwo       | Drużyna                   | Czas       |
| 1. | Laurence Pithie    | Nowa Zelandia | Groupama-FDJ              | 4h 17' 40" |
| 2. | Natnael Tesfatsion | Erytrea       | Lidl-Trek                 | + 0"       |
| 3. | Georg Zimmermann   | Niemcy        | Intermarché-Wanty         | + 0"       |
| 4. | Corbin Strong      | Nowa Zelandia | Israel-Premier Tech       | + 0"       |
| 5. | Jhonatan Narváez   | Ekwador       | Ineos Grenadiers          | + 0"       |
| 6. | Axel Mariault      | Francja       | Cofidis                   | + 0"       |
| 7. | Chris Hamilton     | Australia     | Team dsm-firmenich PostNL | + 0"       |
| 8. | Christian Scaroni  | Włochy        | Astana Qazaqstan Team     | + 0"       |
| 9. | Jonas Rutsch       | Niemcy        | EF Education-EasyPost     | + 0"       |
| 10. | Louis Barré        | Francja       | Arkéa-B&B Hotels          | + 0"       |